# Gennaro Di Napoli
Pour l’article homonyme, voir Di Napoli.
Gennaro Di Napoli (né le 5 mars 1968 à Naples) est un athlète italien spécialiste des courses de fond et de demi-fond.

## Carrière
Il fait ses débuts sur la scène internationale à l'occasion des Championnats d'Europe 1990 de Split, se classant deuxième du 1 500 mètres derrière l'Allemand Jens-Peter Herold. La même année, il établit un record d'Italie à 3 min 32 s 78, qui tiendra jusqu'en 2024.
Finaliste (8e) des mondiaux de Tokyo en 1991, Di Napoli s'illustre l'année suivante en remportant le meeting de Golden Gala de Rome, devançant notamment le champion olympique algérien Noureddine Morceli. Cependant, il ne parvient pas à se qualifier pour la finale des Jeux olympiques de Barcelone.
En début de saison 1993, il remporte la finale du 3 000 mètres des Championnats du monde en salle de Toronto devant le Français Éric Dubus. Durant l'été, il termine douzième et dernier de la finale du 1 500 m des Championnats du monde de Stuttgart. En 1995, l'Italien conserve son titre mondial du 3 000 m à l'occasion des mondiaux indoor de Barcelone. Onzième des Championnats du monde 1995, il termine douzième du 5 000 m lors des Jeux olympiques d'Atlanta en 1996.

## Records
- 800 m : 1 min 45 s 84
- 1 500 m : 3 min 32 s 78
- 3 000 m : 7 min 39 s 54
- 5 000 m : 13 min 17 s 46

## Palmarès
| Date | Compétition                    | Lieu      | Résultat | Épreuve | Temps         |
| ---- | ------------------------------ | --------- | -------- | ------- | ------------- |
| 1990 | Championnats d'Europe          | Split     | 2e       | 1 500 m | 3 min 38 s 60 |
| 1991 | Championnats du monde          | Tokyo     | 8e       | 1 500 m | 3 min 36 s 56 |
| 1993 | Championnats du monde en salle | Toronto   | 1er      | 3 000 m | 7 min 50 s 26 |
| 1995 | Championnats du monde en salle | Barcelone | 1er      | 3 000 m | 7 min 50 s 89 |
| 1997 | Championnats du monde en salle | Paris     | 4e       | 3 000 m | 7 min 41 s 05 |
| 1999 | Championnats du monde en salle | Maebashi  | 4e       | 3 000 m | 7 min 55 s 60 |